# 슬로베니아의 언어
슬로베니아의 국가어와 일상어로서 사용되는 언어는 슬로베니아어이다. 슬로베니아 인구의 91,1 %가 슬로베니아어를 사용하고 있다(2002년 조사에 의하면). 물론 인구의 큰 부분은 영어, 헝가리어와 이탈리아어로 말하고 있다.

## 이탈리아어
이탈리아어는 슬로베니아-이탈리아 국경근처와 슬로베니아의 해안가에서 공식적으로 고백하고 있다.

## 헝가리어
헝가리어는 프레크무레에서 헝가리 소수파들을 위해 모어로 사용되고 있다.

## 외국어들
역사적으로 독일어는 중유럽의 링구아프랑카였던 정도로 이루어졌다. 독일어는 슬로베니아의 무역, 학문, 문학에서 주요 언어로 사용되었다. 독일어는 학교에서 주요외국어로서 가르쳐졌다. 현재에는 독일어를 영어로 대신하게 되었지만, 독일어는 슬로베니아에서 중요한 외국어로서 남아 있다. 슬로베니아의 다른 기본적인 외국어로서 스페인어, 프랑스어와 헝가리어가 사용되고 있다.